# Полін Старк
Полін Старк (англ. Pauline Starke; 10 січня 1901 — 3 лютого 1977) — американська акторка  німого кіно.

## Біографія
Народилася 10 січня 1901 році в Джоплін, штат Міссурі.
Дебютувала в кіно у режисера Девіда Гріффіта у фільмі «Нетерпимість» (1916). Зіграла кілька головних ролей у фільмах в 1920-і роки. Потім знімалася в епізодичних ролях звукового кіно, поки її не помітив режисер Френк Борзейгі, задіявши Старк у головних ролях. Обрана в 1922 році як висхідна зірка компанією WAMPAS Baby Stars, Старк знімалася в багатьох фільмах до 1935 року.
Померла від наслідків інсульту 3 лютого 1977 в Санта-Моніці, штат Каліфорнія.
Була одружена з продюсером і режисером Джеком Вайтом, потім — з актором Джорджем Шервудом. 
Полін Старк удостоєна за її внесок в кіно власної зірки на Голлівудській алеї слави (6125 Hollywood Blvd).

## Вибрана фільмографія
- 1916 — Нетерпимість / Intolerance
- 1918 — Атом / The Atom — Дженні
- 1918 — Дочка ангела / Daughter Angele — Ангел
- 1918 — Псевдонім Мері Браун / Alias Mary Brown — Бетті
- 1919 — Лінія життя / The Life Line — Рут Гекетт
- 1919 — Очі молодості / Eyes of Youth — Ріта Ешлінг
- 1924 — Заборонений рай / Forbidden Paradise — Анна
- 1927 — Капітан порятунок / Captain Salvation — Бесс Морган